# Metal Contra as Nuvens
"Metal Contra as Nuvens" é uma canção da banda brasileira de rock Legião Urbana, contida em seu quinto álbum de estúdio, V. É a mais longa canção da banda, com duração máxima de 11'30" e dividida em quatro partes. Lançada originalmente em 1991, no disco V, ela ganhou várias versões, sendo gravada posteriormente no Acústico MTV (1992), e depois no show Como É que Se Diz Eu Te Amo (1994).
Parte da faixa foi gravada nos estúdios da PolyGram, com 40 músicos de apoio contratados para executar 12 violinos, quatro violas e quatro violoncelos.

## Interpretação
Nessa letra, o eu lírico é um cavaleiro medieval, atravessando abismos e florestas, lutando contra dragões, em defesa de seu castelo e de sua princesa. A letra usa metáforas que fazem referência à época medieval e à vida particular de Renato Russo.